# الاتفاق الودي
الاتفاق الودّي (بالفرنسية: Entente Cordiale)‏ (
تنطق بالفرنسية: [ɑ̃tɑ̃t kɔʁdjal]
) اسمٌ يُطلق على مجموعة من الاتفاقيات التي وقّعتها كل من بريطانيا العظمى وفرنسا في 8 أبريل 1904م بعد تسوية عدد من النزاعات الاستعمارية التي كانت ناشبة بينهما، والتي كانت تشير وقتئذٍ إلى تحسُّن ملحوظ في العلاقات الأنجلو-فرنسية.
بدون المخاوف المباشرة من التوسع الاستعماري الذي ينطوي عليه الاتفاق، فإنه بتوقيعه يعتبر نهاية لصراعات متقطعة استمرت قرابة 1000 عام بين الدولتين وما سلفهما من ممالك تاريخياً، واستبدل هذا الاتفاق حالة التسوية المؤقتة بين البلدين منذ نهاية الحروب النابليونية عام 1815م. يعتبر الاتفاق الودي أيضاً التتويج لجهود وسياسات تيوفيل ديلكاسي وزير خارجية فرنسا آنذاك والذي يمكن اعتباره مهندس هذا الاتفاق، الذي آمن أن التفاهم البريطاني الفرنسي قد يؤمن فرنسا نوعاً ما ضد أي تحالف ألماني في أوروبا الغربية ، ويُعزى نجاح المفاوضات حول هذا الاتفاق إلى كلٍ من بول كامبون السفير الفرنسي في لندن وسكرتير الخارجية والكومنولث اللورد لانسداون. وفي عام 1907م انضمت روسيا إلى هذا الحلف فأصبح يُعرف بالحلف الثلاثي.
السمة الأكثر أهمية في الاتفاق أنه منح المملكة المتحدة حرية التصرف في مصر كما منح لفرنسا حرية التصرف في المغرب (شريطة أن يتيح ذلك التصرف سماحية معتبرة لمصالح إسبانيا هناك). تنازلت بريطانيا عن جزر لوس (جزء من غويانا الفرنسية ) لفرنسا ووُضعت حدود نيجيريا لصالح فرنسا أيضاً وسيطرتها على وادي غامبيا العلوي، وفي المقابل تخلت فرنسا عن حقها الحصري في بعض مصايد الأسماك قبالة نيوفاوندلاند ، , وتم تحديد مناطق النفوذ البريطانية والفرنسية في سيام (تايلاند) حيث اعترفت بريطانيا بالنفوذ الفرنسي على الضفة الشرقية لحوض مينام المجاورة للهند الصينية وبدورها اعترفت فرنسا بالنفوذ البريطاني على أراضي غرب حوض مينام،  كذلك تم اتخاذ الترتيبات لوضع حد للتنافس على سيادة نيوهبريدز.
كنتيجة للاتفاق الودي، قلل الطرفان من حالة العزلة الافتراضية التي قد ركنا إليها - بكراهة فرنسية ورضاء بريطاني - بينما يرقبان بعضهما البعض في أفريقيا، فالمملكة المتحدة لم يكن لها حلفاء سوى اليابان (1902م) التي ستكون عديمة الفائدة إذا اندلعت الحرب في أوروبا ، كذلك فرنسا لم يكن لها سوى روسيا وسرعان ما فُقدت المصداقية بينهما في الحرب الروسية اليابانية (1904م - 1905م). كان الاتفاق من شأنه أن يزعج ألمانيا التي اعتمدت سياستها لوقت طويل على العداء البريطاني الفرنسي، فقامت بمحاولة لمنع دخول الاتفاق حيز التنفيذ في 1905م فيما يعرف بالأزمة المغربية الأولى (أو حادثة طنجة) ، لكن الأمر لم يعكر صفو الوفاق بل ساهم في تقويته، وبدأت المناقشات العسكرية بين الفرنسيين وهيئات الأركان العامة البريطانية في وقت قريب. وتم تأكيد التضامن الفرنسي البريطاني في مؤتمر الجزيرة الخضراء (1906م)، وأعيد تأكيده أيضاً في الأزمة المغربية الثانية (1911م).